# Henk Baars
Pour les articles homonymes, voir Baars (homonymie).
Henk Baars (né le 3 août 1960 à Diessen) est un coureur cycliste néerlandais. Professionnel de 1985 à 1995 et spécialiste du cyclo-cross, il a été champion du monde de la discipline en 1990 et champion des Pays-Bas en 1993.

## Palmarès en cyclo-cross
| Saison / Compétition | Championnat du monde | Superprestige | Championnat des Pays-Bas |
| 1984/1985            | 6e                   |               | 4e                       |
| 1985/1986            | 16e                  | 7e            | 2e                       |
| 1986/1987            |                      |               |                          |
| 1987/1988            | 19e                  | 5e            | 3e                       |
| 1988/1989            | 5e                   | 3e            | 2e                       |
| 1989/1990            | Or                   | 3e            | 5e                       |
| 1990/1991            | 4e                   |               | 2e                       |
| 1991/1992            |                      |               | 3e                       |
| 1992/1993            | 14e                  | 4e            | 1er                      |
| 1993/1994            | 21e                  | 9e            | 2e                       |
| 1994/1995            |                      |               | 8e                       |

## Palmarès en VTT
- 1989
  -  Champion des Pays-Bas de cross-country